# Prominent Hill
Prominent Hill ist eine Kupfer-Gold-Lagerstätte im australischen Bundesstaat South Australia. Eigentümer ist das Australische Bergbauunternehmen OZ Minerals (vormals Oxiana). Das erste Kupfer-Gold-Konzentrat wurde im Februar 2009 gefördert.

## Lage
Die Lagerstätte befindet sich im Zentrum von South Australia etwa 130 km südöstlich von Coober Pedy und 130 km nordwestlich von Olympic Dam. Sie ist über eine 40 km lange unbefestigte Straße an den Sturt Highway angeschlossen, weiterhin verfügt der Bergbaukomplex über eine Landebahn, welche im Liniendienst durch Alliance Air von Adelaide aus angeflogen wird. Die aufbereiteten Erze werden per Bahn abtransportiert. Über eine eigens errichtete 130 km lange Hochspannungsleitung ist sie an das australische Stromnetz in Olympic Dam angeschlossen.

## Geschichte
Die Lagerstätte wurde 2001 von Minotaur Resources in einem Joint Venture mit Oxiana entdeckt. Vorausgegangen sind Erkundungsarbeiten kleinerer Firmen aufgrund von Geomagnetikdaten, welche eine starke positive Anomalie anzeigten. Bohrungen auf dieser Anomalie blieben in den 1990er Jahren allerdings erfolglos. Minotaur kombinierte diese Daten mit gravimetrischen Daten, welche ebenfalls eine Anomalie nachwiesen, allerdings etwas versetzt zur magnetischen. Minotaur bohrte daraufhin im Überschneidungsbereich und traf unter etwa 90 m Bedeckung auf einen großen Erzkörper. Im Jahr 2006 wurde eine Machbarkeitsstudie abgeschlossen, und Oxiana, welche zu diesem Zeitpunkt Minotaur übernommen hatte, entschied sich für den Abbau der Lagerstätte. Im Jahr 2007 wurde mit der Errichtung der Aufbereitungsanlage und dem Aufschluss des Tagebaus begonnen. Der Erzkörper wurde in etwa 90 m Teufe im Frühjahr 2008 angetroffen und das erste Erz gefördert. Die Aufbereitung ging im Oktober 2008 in Betrieb und produziert Kupfer-Gold-Konzentrat, welches an Asiatische und Australische Schmelzhütten verkauft wird. 
Die ursprünglich geplante Lebenszeit des Bergbaubetriebs beträgt 10 Jahre. Die Errichtung des Bergwerkes kostete 1,08 Milliarden AUD. Derzeit läuft allerdings eine Machbarkeitsstudie für den Untertagebetrieb, wodurch die Lebenszeit der Grube auf 20 bis 30 Jahre erhöht werden könnte.

## Geologie
Die Lagerstätte gehört zu den sogenannten Eisenoxid-Kupfer-Gold-Lagerstätten (engl. Iron-Oxide-Copper-Gold, IOCG) und ist in vielen Eigenschaften der riesigen Lagerstätte Olympic Dam sehr ähnlich. Sie befindet sich im Gawler-Kraton in einer etwa 1.585 Milliarden Jahre alten vulkano-sedimentären Gesteinsabfolge. Die Vulkanite gehören zum Gawler Range Volcanic (GRV) - Hiltaba-Ereignis. Damit ist die Lagerstätte in etwa gleich alt wie Olympic Dam, allerdings befindet sich Letztere in einem Granit der Hiltaba Suite, während Prominent Hill an Vulkanite gebunden ist. Die Nebengesteine der Lagerstätte zeigen so gut wie keine metamorphe Überprägung. 
Man unterscheidet drei geologische Zonen in der Lagerstätte: das Skarn-Granit-Paket im Hangenden des Erzkörpers, die Hanging-wall-fault Zone (HWFZ - Störungszone am Kontakt zum Hangenden des Erzkörpers) sowie das vulkano-sedimentäre Paket, welches aus Karbonatgesteinen, Sandsteinen, Grauwacke sowie mafischen bis intermediären Vulkaniten besteht. Die Skarne im Hangenden des Erzkörpers tragen eine subökonomische Magnetit-Sulphidmineralisation. Die mesoproterozoischen Gesteine des Gawler-Kratons werden bei Prominent Hill von etwa 90 m mächtigen permischen und känozoischen Sedimenten überlagert.
Beim Erzkörper selbst handelt es sich um einen extrem hydrothermal alterierten Brekzienkörper, welcher in der HWFZ sowie den vulkanosedimentären Gesteinen auftritt. Bei der Alteration handelt es sich im Wesentlichen um eine Hämatit-Alterierung. Die Kupferminerale sind auf die Hämatit-Brekzienkörper beschränkt. Diese Brekzien entstanden durch heiße, hydrothermale Fluide. Es sind die Kanäle, auf denen die Fluide das Gestein durchströmten. Die kupfervererzten Bereiche bestehen aus einer kristallinen Hämatit-Serizit-Fluorit-Baryt-Karbonat-Matrix, welche als Ausfüllung offener Räume zwischen den Nebengesteinsklasten interpretiert wird. Daneben kommt eine Zone mit erdigem Hämatit vor, welche keine Kupfermineralisation aufweist und als Verdrängung des Nebengesteins durch Hämatit bei niedrigeren Temperaturen interpretiert wird. Außerhalb der kupfervererzten Brekzienkörper kommt als Halo eine kupferarme bis -freie Goldmineralisation vor, welche aus haarfeinen goldführenden Karbonattrümchen besteht. 
Hauptmineral des Erzes ist wie beschrieben Hämatit, allerdings wird kein Eisen gewonnen. Die wichtigsten Kupferminerale sind Chalkosin, Bornit und Chalkopyrit, untergeordnet kommen Pyrit, Baryt, Fluorit, gediegen Gold und Uraninit (Pechblende) als Erzminerale vor. Anders als allerdings bei Olympic Dam liegen die Urangehalte nur bei etwa 50 bis 100 g/t, so dass sich eine Gewinnung dieses Metalls nicht lohnt. 
Die derzeitigen Reserven der Lagerstätte liegen bei 79,2 Millionen Tonnen, allerdings ist der Erzkörper nach mehreren Seiten offen (inklusive zur Teufe), so dass man hofft, weitere nachgewiesene Ressourcen zukünftig im Tiefbau erschließen zu können. Die aktuelle Ressourcenbasis der Lagerstätte beinhaltet 1,9 Millionen Tonnen Kupfer, 3,7 Millionen Unzen Gold und 15,8 Millionen Unzen Silber. Der durchschnittliche Erzgehalt liegt bei 1,24 % Kupfer, 0,58 g/t Gold sowie 3,1 g/t Silber. In den nur-Gold Bereichen liegen die Goldbehalte bei rund 1,1 g/t und Kupfergehalte unter 0,3 %, lokal werden aber Intervalle bis zu 20 g/t Gold beobachtet.

## Abbau und Aufbereitung

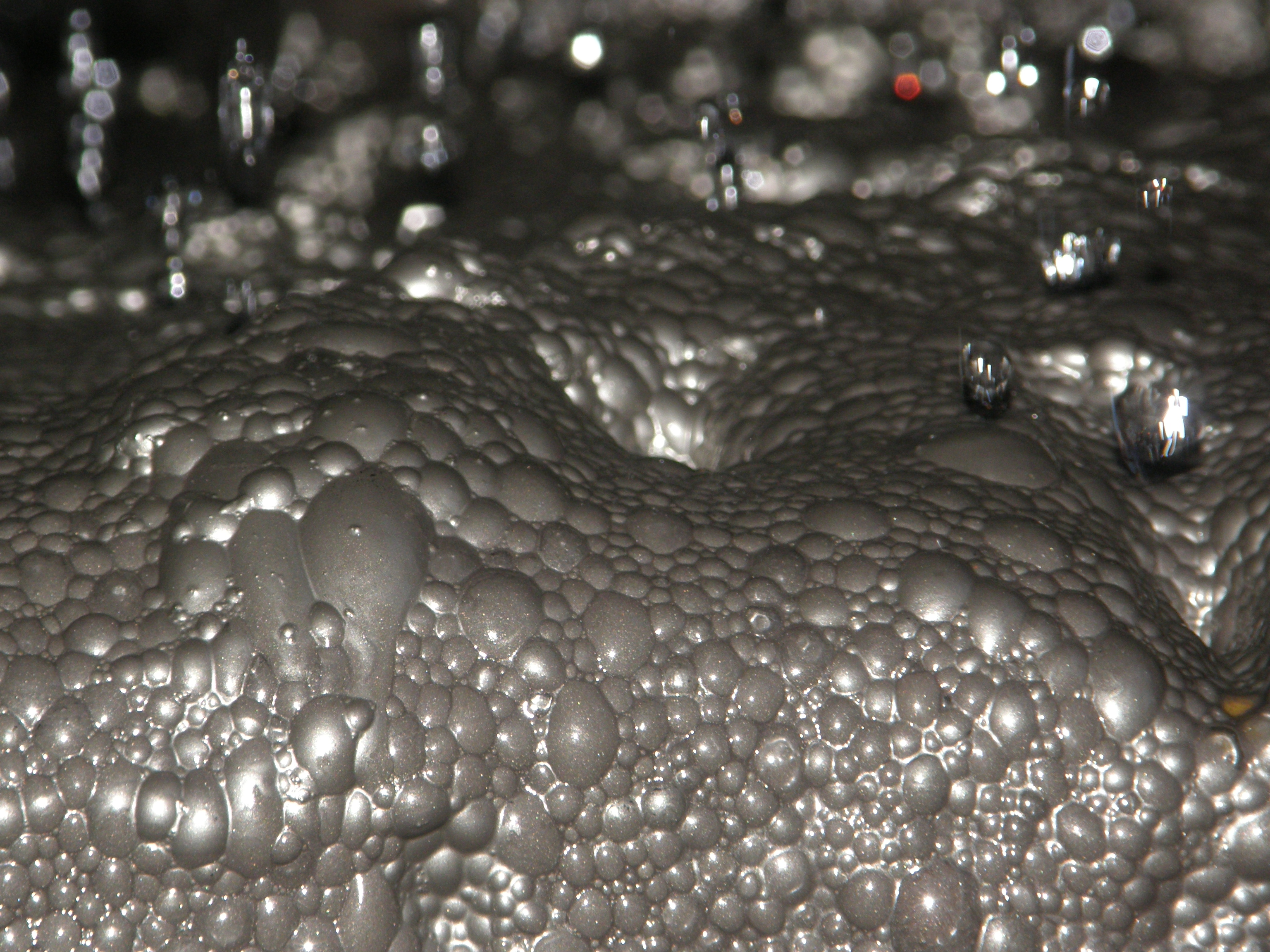
Kupfersulphid-beladene Luftblasen schwimmen auf einer Jameson Zelle der Aufbereitung von Prominent Hill auf.

Die Lagerstätte wird im Tagebau erschlossen, welche abschließend 1,5 × 1,2 km Größe erreichen soll bei einer Tiefe von 500 m. Das Gestein wird durch Sprengen gebrochen und anschließend mit drei Liebherr 996 Tieflöffelbagger sowie 18 Caterpillar 793 Muldenkippern abgefördert. Die Erzförderung beträgt etwa 8 Millionen Tonnen pro Jahr. Das Erz wird entsprechend der Qualität aufgehaldet und mit einem geplanten Durchsatz von 1000 t pro Stunde in die Aufbereitung geschickt. Das Erz wird in mehreren Stufen gebrochen und aufgemahlen. Anschließend wird es flotiert, gereinigt, eingedickt und das Konzentrat in einer Presse entwässert. Die Aufbereitungsrückstände werden in einem kreisförmigen Tailingsbecken abgelagert. Das Konzentrat wird mit Road Trains zur Verladestation Wirrida an der Central Australian Railway transportiert und von dort weiter nach Darwin befördert. Ein geringer Teil des Konzentrates geht an die Hütte von Olympic Dam.
Man unterscheidet mehrere Sorten von Erzen: Chalcosin-Bornit, Bornit-Chalkopyrit, Chalcopyrit-Pyrit und nur-Gold Mineralisation. Diese werden gesondert aufbereitet. Je nach Erztyp wird es verschiedene Konzentratqualitäten geben mit 54 % Kupfer (Chalkosin-Bornit), 34 % Kupfer (Bornit-Chalkopyrit) und 25 % (Chalkopyrit-Pyrit). Es wird auch ein kupferfreies nur-Gold Konzentrat geben. Die Goldgehalte werden jeweils bei 10 bis 15 g/t liegen. Das hochwertige Chalkosin-Bornit-Konzentrat wird zuerst produziert werden. Im Jahr 2009 sollen 110.000 t bis 120.000 t Kupfer und 75.000 bis 85.000 Unzen Gold im Konzentrat produziert werden. Die anderen Erztypen sollen später verarbeitet werden und werden vorerst aufgehaldet. Die Produktion wird folglich in späteren Produktionsjahren auf 90.000 t Kupfer pro Jahr sinken.